# Równanie stanu (termodynamika)
Równanie stanu – związek między parametrami (funkcjami stanu) układu termodynamicznego, takimi jak:
- ciśnienie {\displaystyle p,}
- gęstość masy {\displaystyle \rho } (w przypadku relatywistycznym gęstość masy-energii i gęstość numeryczna cząstek),
- temperatura {\displaystyle T,}
- entropia {\displaystyle s,}
- energia wewnętrzna {\displaystyle u,}

który można zapisać w postaci następującego równania:
{\displaystyle p=p(\rho ,T,s,u\dots ).}
Równanie stanu służy do opisywania właściwości mikroskopowych płynów oraz ciał stałych, takich jak ściśliwość lub sprężystość, oraz własności makroskopowych, jak np. masy i promienie gwiazd.

## Gaz doskonały
Przykładowo dla gazu doskonałego równanie stanu (równanie Clapeyrona) ma postać
{\displaystyle pV=nRT=k_{\mathrm {B} }TN,}
gdzie:
{\displaystyle p} – ciśnienie,
{\displaystyle V} – objętość,
{\displaystyle n} – liczba moli,
{\displaystyle R} – stała gazowa,
{\displaystyle T} – temperatura w skali Kelvina,
{\displaystyle k_{\mathrm {B} }} – stała Boltzmanna,
{\displaystyle N} – liczba cząsteczek gazu,
stąd:
{\displaystyle p=k_{\mathrm {B} }T(N/V)=k_{\mathrm {B} }T\rho _{N},}
gdzie gęstość cząstek jednorodnie zbudowanego gazu doskonałego {\displaystyle \rho _{N}} to:
{\displaystyle \rho _{N}={\frac {N}{V}}.}
Gęstość masy {\displaystyle \rho } to:
{\displaystyle \rho =m{\frac {N}{V}}=m\rho _{N},}
gdzie {\displaystyle m} to masa cząsteczkowa.
Gęstość energii {\displaystyle \epsilon } to
{\displaystyle \epsilon =mc^{2}{\frac {N}{V}}=mc^{2}\rho _{N},}
gdzie:
{\displaystyle mc^{2}} – całkowita energia cząsteczki o masie {\displaystyle m.}
Otrzymujemy stąd równanie stanu gazu doskonałego:
{\displaystyle p={\frac {k_{\mathrm {B} }T}{mc^{2}}}\epsilon =K\epsilon .}

## Równanie politropy
Bardziej ogólną postać od równania gazu doskonałego daje równanie politropy
{\displaystyle p=K\epsilon ^{\Gamma }=K\epsilon ^{1+{\frac {1}{w}}},}
gdzie:
{\displaystyle w} – wykładnik politropy.

## Równanie stanu gazu rzeczywistego
Równanie stanu gazu rzeczywistego można przybliżać na różne sposoby, np.  (wzory dla jednego mola, {\displaystyle n=1}).
| Równanie                                 | Postać | Współczynnik krytyczny {\displaystyle {\frac {p_{\mathrm {k} }V_{\mathrm {k} }}{RT_{\mathrm {k} }}}} | Uwagi |
| ---------------------------------------- | --- | --- | --- |
| równanie van der Waalsa                  | {\displaystyle \left(p+{\frac {a}{V^{2}}}\right)(V-b)=RT} | {\displaystyle {\frac {3}{8}}=0{,}375}                                                               | najlepiej znane                                                                                                 |
| równanie Clausiusa                       | {\displaystyle \left(p+{\frac {a}{(V+c)^{2}T}}\right)(V-b)=RT} | | |
| równanie Berthelota                      | {\displaystyle \left(p+{\frac {a}{TV^{2}}}\right)(V-b)=RT} | {\displaystyle {\frac {3}{8}}=0{,}375}                                                               | lepiej niż r. v. d. W. opisuje zachowanie gazów przy niskich ciśnieniach i temperaturach wyższych od krytycznej |
| równanie Dietericiego                    | {\displaystyle p={\frac {RT}{V-b}}e^{-{\frac {a}{RTV}}}} | {\displaystyle {\frac {2}{\mathrm {e} ^{2}}}\approx 0{,}271}                                         | dla umiarkowanych ciśnień lepiej, dla wysokich gorzej zgadza się z doświadczeniem niż r. v. d. W.               |
| równanie Wukałowicza-Nowikowa            | {\displaystyle pV=RT\left(1-{\frac {pC}{T^{\frac {5+2f}{2}}}}\right)} | | |
| zaproponowane przez Callendara           | {\displaystyle V-b={\frac {RT}{p}}-c_{0}\left({\frac {T_{0}}{T}}\right)^{w}} | | nie można go stosować w pobliżu punktu krytycznego                                                              |
| zaproponowane przez Beattie i Bridgemana | {\displaystyle {\frac {pV}{RT}}=\left(1-{\frac {c}{VT^{3}}}\right)\left(1+{\frac {B_{0}}{V}}-{\frac {B_{0}b}{V^{2}}}\right)-\left({\frac {A_{0}}{RTV}}\right)\left(1-{\frac {a}{V}}\right)} | | |

Przy czym {\displaystyle a,b,c,C,f} – stałe
Hipoteza stanów odpowiednich mówi, w odniesieniu do gazów, że dla tych samych parametrów zredukowanych gazy zachowują się tak samo, tak jak sugerują to równanie van der Waalsa, Berthelota i Dietericiego, czyli wykazują podobieństwo termodynamiczne.
Rozwinięcie wirialne:
{\displaystyle {\frac {pV}{RT}}=1+{\frac {B(T)}{V}}+{\frac {C(T)}{V^{2}}}+{\frac {D(T)}{V^{3}}}+\dots }
lub
{\displaystyle {\frac {pV}{RT}}=1+B'(T)p+C'(T)p^{2}+D'(T)p^{3}+\dots }
to najogólniejsza postać równania stanu gazów rzeczywistych.

## Kosmologia
Różne rodzaje materii mają różna równania stanu. Równanie stanu jest istotnym równaniem determinującym budowę i ewolucje gwiazdy.
W kosmologii równanie stanu determinuje ewolucję Wszechświata. W prostych modelach przyjmuje się, że poszczególne składniki wszechświata mają równanie stanu niezależne od temperatury, postaci
{\displaystyle P=w\rho c^{2}.}
- Dla „pyłu”, czyli zwykłej materii rozumianej jako „gaz galaktyk”, tak jak dla ciemnej materii, pomija się ciśnienie, czyli {\displaystyle w=0.}
- Dla „promieniowania”, materii ultrarelatywistycznej (gdy masa {\displaystyle m\to 0}), np. gazu fotonowego, {\displaystyle w=1/3.}
- Dla kwintesencji {\displaystyle w<-1/3.}
  - W szczególności dla stałej kosmologicznej {\displaystyle w=-1}